# Clavularia margaritaceum
Clavularia margaritaceum is een zachte koraalsoort uit de familie Clavulariidae. De koraalsoort komt uit het geslacht Clavularia. Clavularia margaritaceum werd in 1888 voor het eerst wetenschappelijk beschreven door Grieg. 